# Eubaena
Eubaena byl rod pravěké pozdně křídové želvy, známé zejména ze souvrství Hell Creek a Lance. Fosílie tohoto rodu byly objeveny ve státech Montana a Wyoming v USA. Tato želva žila asi před 70 až 66 miliony lety, tedy na samotném konci druhohorního období (podobně jako třeba známí neptačí dinosauři rodu Tyrannosaurus nebo Triceratops). Jsou známi dva zástupci známým tohoto rodu: E. cephalica a E. hatcheri.

## V populární kultuře
Pravěká želva druhu Eubaena cephalica se objevuje v ději knihy Poslední dny dinosaurů, kde je vůbec prvním živočichem, přeneseným částečně do současnosti z období pozdní křídy.